# نیکلاس کرون
 نیکلاس کرون (انگلیسی: Nicklas Kroon؛ زاده ۵ فوریهٔ ۱۹۶۶) یک تنیس‌باز اهل سوئد است.